# Tvärreds kyrka
Tvärreds kyrka är en kyrkobyggnad i den södra delen av Ulricehamns kommun. Den tillhör sedan 2006 Åsundens församling (tidigare Tvärreds församling) i Skara stift (före 2010 Göteborgs stift).

## Kyrkobyggnaden
Kyrkan, invigd 1854, uppfördes för att ersätta en äldre kyrkobyggnad som låg i Tvärredslund och som revs omkring 1855–1856. Endast ett fåtal av inventarierna från den gamla kyrkan har bevarats.
Kyrkobyggnaden är uppförd i karljohansstil av byggmästare Andreas Persson från Bollebygd efter ritningar av arkitekt Ludvig Hawerman. Enligt domprost Per-Olof Sjögren, som på 1940-talet tjänstgjorde som pastor i Tvärreds församling, uppvisar kyrkobyggnaden vissa likheter med Salomos tempel. Bland annat ska de yttre proportionerna, placeringen av ingångsdörren och utsmyckningarna i cederträ i de båda byggnaderna likna varandra.
Den mest genomgripande förändringen av interiören företogs 1949, då taket ommålades och bänkarnas antal minskades. Man hämtade fram gamla barockskulpturer, satte in ett nytt dopaltare och fäste nya lampetter vid väggarna. Under 1981 ombyggdes trappor, kapprum och kapellrum för att ge större bekvämlighet.

## Inventarier

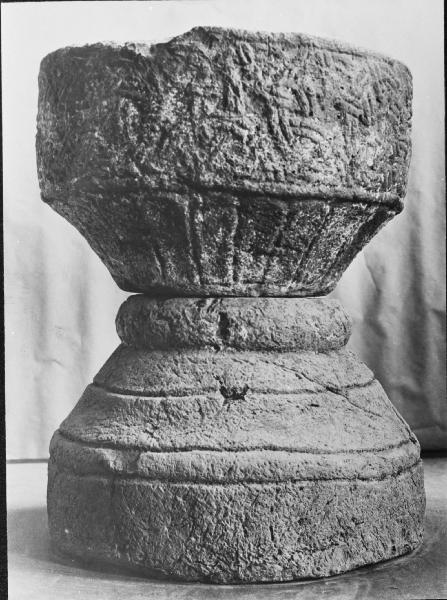
Dopfunten.

- Dopfunten är huggen i sandsten, troligen av mäster Andreas på 1100-talet och är 93 cm hög. Cuppan är cylindrisk med skrånande undersida. På randen finns koncentriska cirklar och runt livet en ringkedjefris. På undersidan uppåtriktade fjäll. Foten är rund med skrånande översida. Centralt uttömningshål.[2] Den hittades 1876 vid en gärdsgård vid Åsunden och skickades till Göteborgs museum. Sedan 1981 står den åter i kyrkan.
- Oblatasken från 1685 kommer från den gamla kyrkan.
- Barockskulpturerna i trä utfördes på 1700-talet och ingick i den gamla kyrkans inventarier.
- Klockorna är två till antalet. Storklockan som saknar inskrift liknar andra senmedeltida klockor[3] medan lillklockan göts 1880 för att ersätta en klocka från den gamla kyrkan från 1750. Den har inskriptionen: Genom utbyte af en mindre klocka gjuten 1750 jemte tillägg af frivilliga gåfvor inom församlingen är denna klocka anskaffad för Twerreds kyrka år 1880...

### Orgel
Orgeln, som är placerad på läktaren i väster, har en stum fasad (som dock varit ljudande före ombyggnationen 1929) och piporna står kvar i fasaden orörda från 1860 års orgel, byggd av Johan Nikolaus Söderling. Verket byggdes om och utökades av Nordfors & Co 1929 och renoverades och omdisponerades av samma firma 1982. Orgeln har fjorton stämmor fördelade på två manualer och pedal.

## Bildgalleri

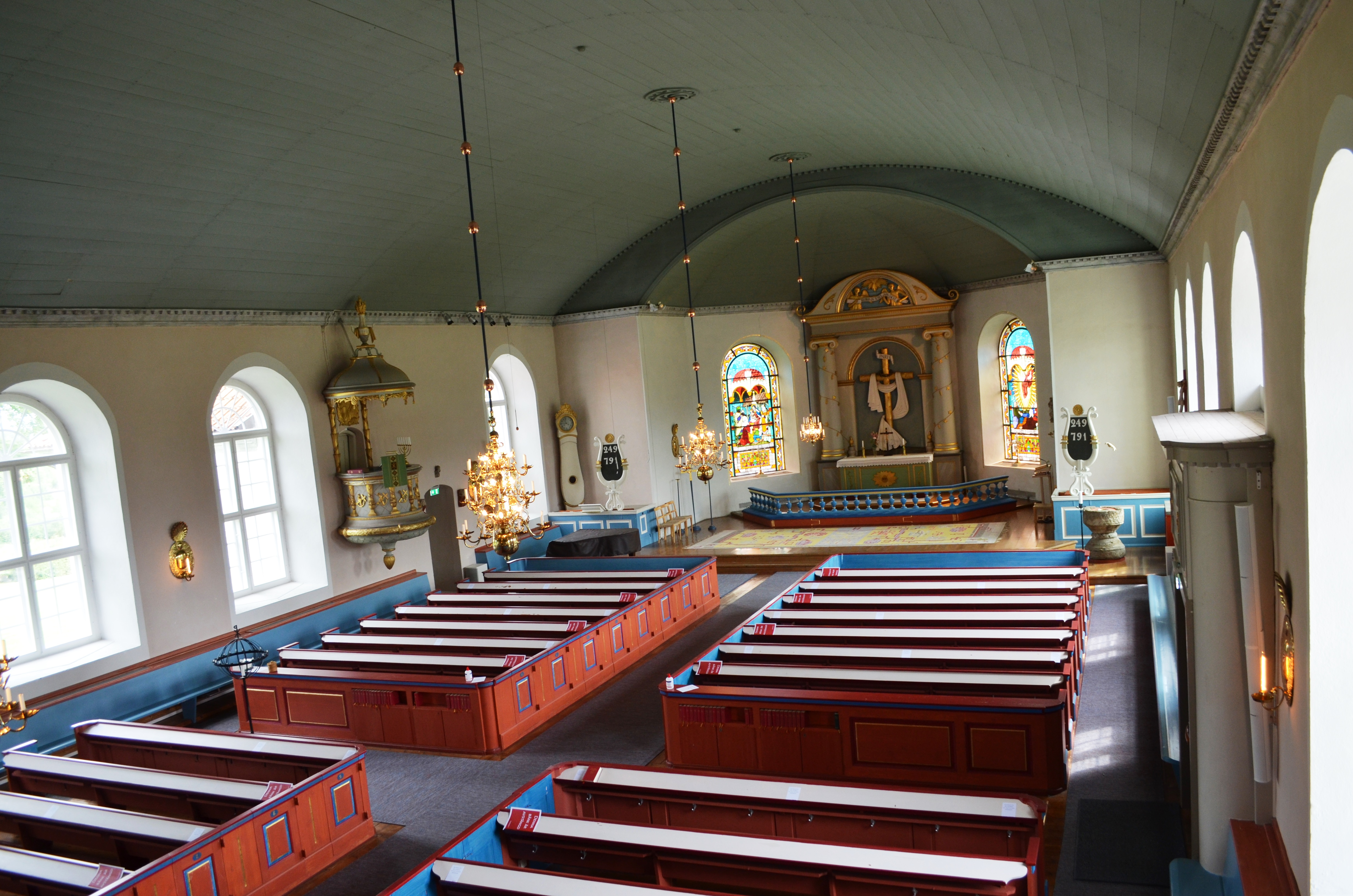
Tvärred kyrkas kyrksal
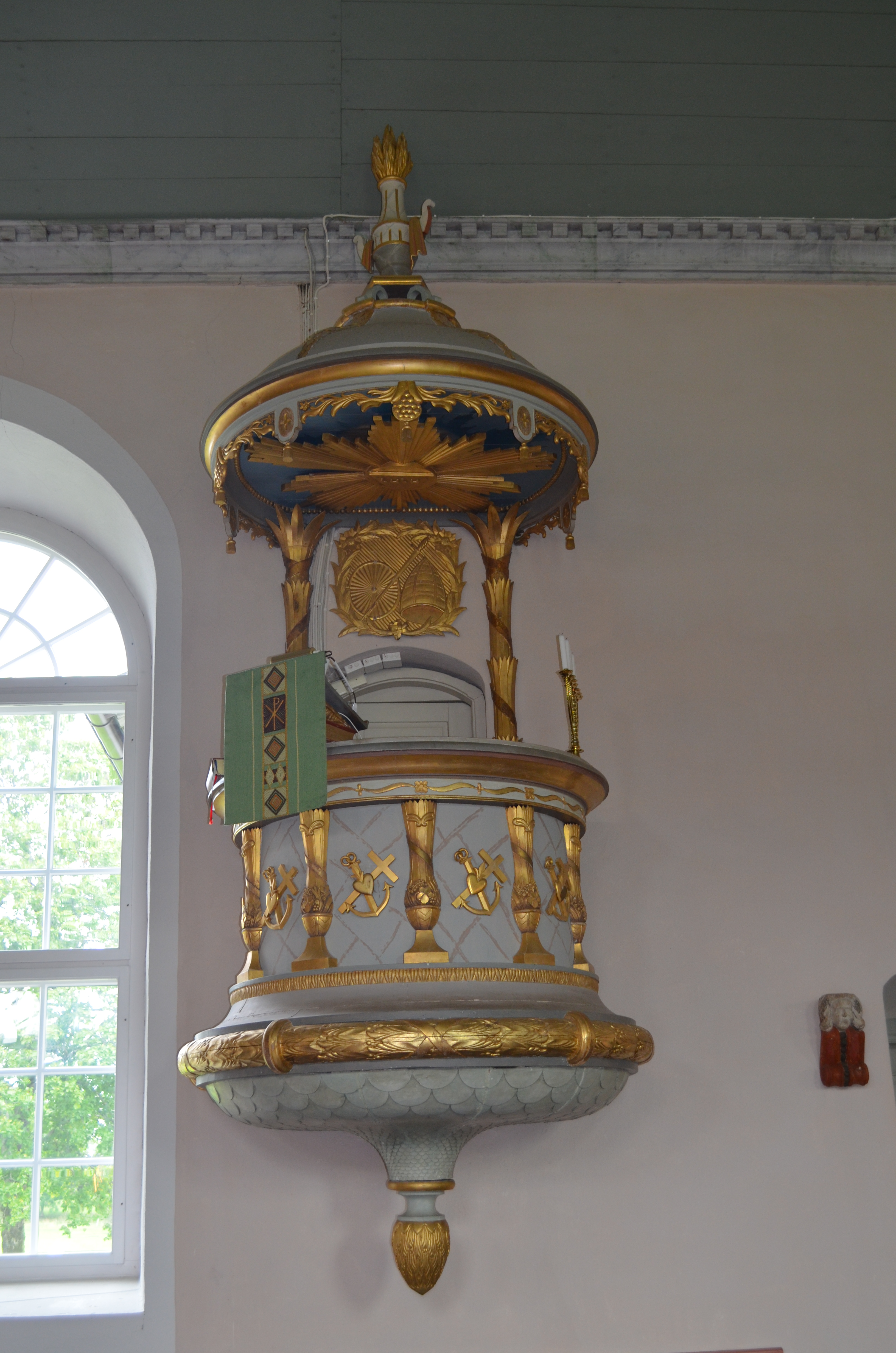
Tvärred kyrkas predikstol
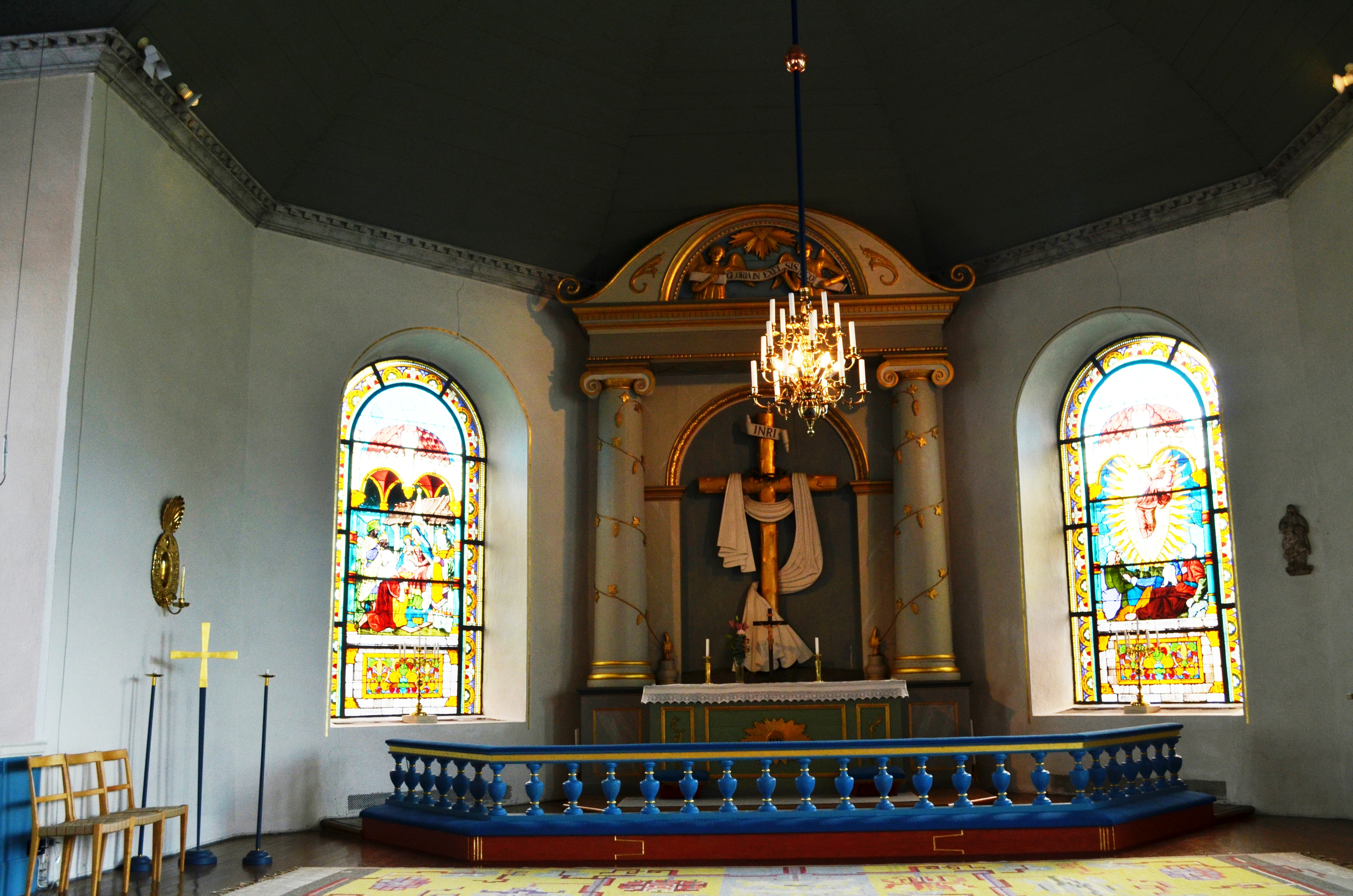
Tvärred kyrkas altare
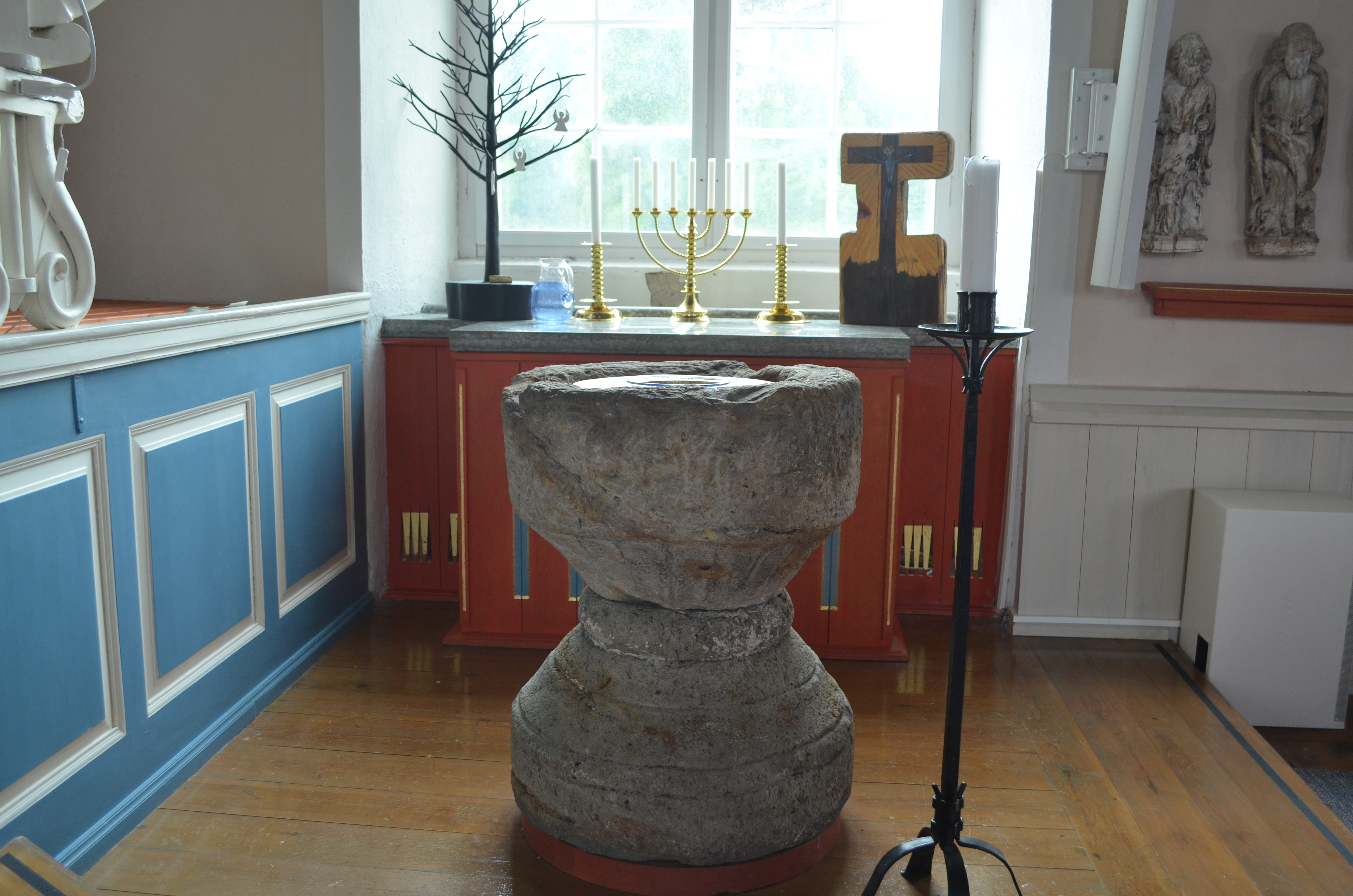
Tvärred kyrkas dopfunt
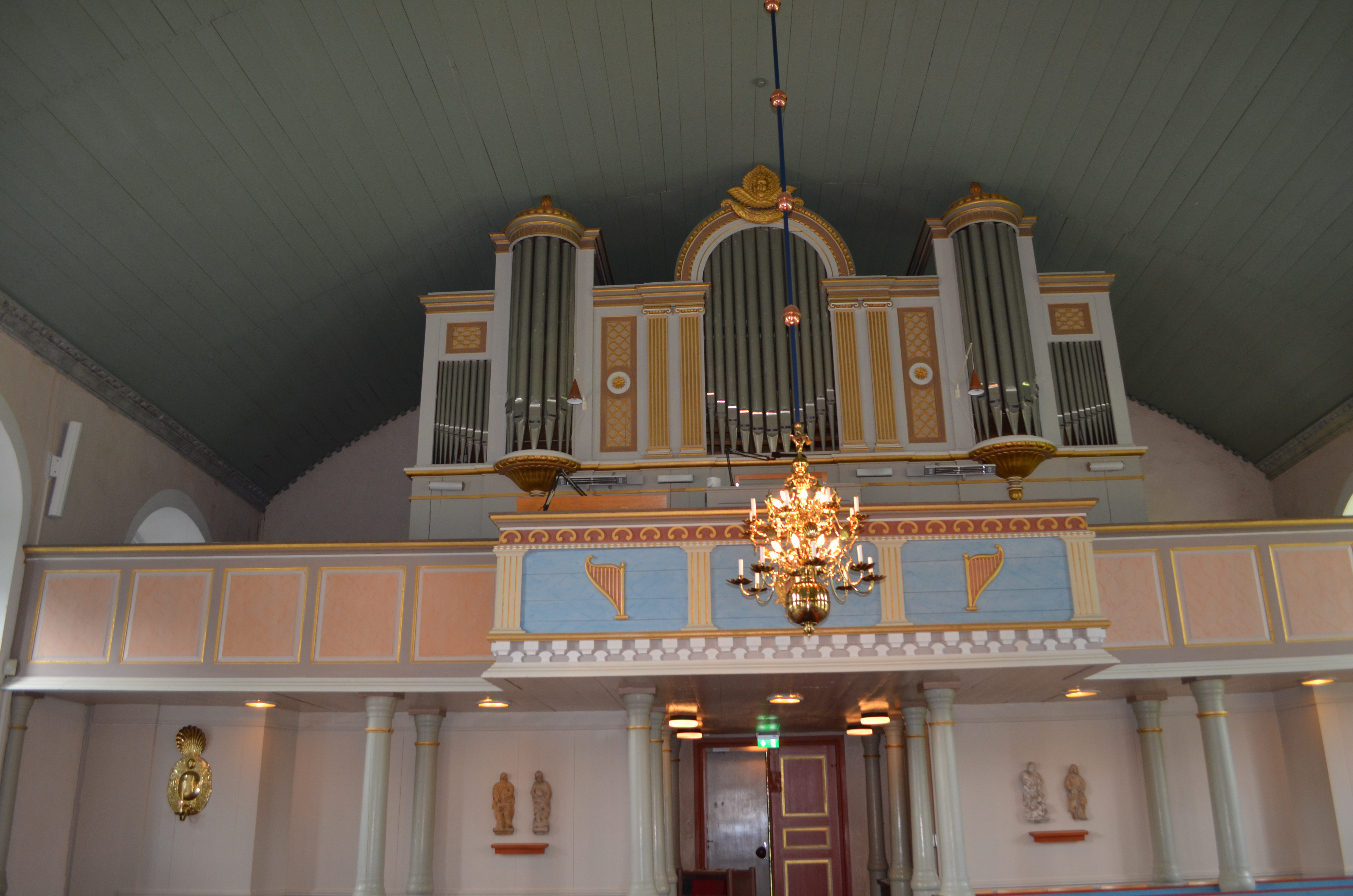
Tvärred kyrkas kyrkorgel